# Aston-on-Trent
Aston-on-Trent är en ort i Aston upon Trent civil parish i Derbyshire i England, och ligger i East Midlands, nära Derby. Den gränsar till Weston-on-Trent och ligger nära Chellaston och Leicestershire. Orten har 2 160 invånare (2011).